# August Hättig
August Hättig SVD (* 22. August 1898 in Kuhbach, Bezirksamt Lahr; † 20. Juni 1942 in der Provinz Shandong, China) war ein deutscher römisch-katholischer Geistlicher, Steyler Missionar und Märtyrer. 

## Leben
August Hättig unterbrach die Gymnasialzeit für einen dreijährigen Kriegsdienst und machte 1921 in St. Wendel Abitur. Am 29. September 1921 trat er bei den Steyler Missionaren ein und wurde am 26. Mai 1927 im Missionshaus St. Gabriel in Mödling zum Priester geweiht. Noch im selben Jahr reiste er in die China-Mission der Provinz Shandong. Er war zuerst in Tsingtao und wurde Kaplan in Chucheng (50 Kilometer südwestlich Jining). Ab 1933 wirkte er in Lanling, wo 1938 seine Missionsstation von den Japanern verwüstet wurde. 1940 wurde er, der als der fähigste Missionar galt, von Bischof Karl Christian Weber von Ichow (Kathedrale in Linyi) nach Yishui gerufen.  Dort wurde er im Juni 1942 von Kommunisten erschossen.

## Gedenken
Die Römisch-katholische Kirche in Deutschland nahm Pater August Hättig als Märtyrer in das deutsche Martyrologium des 20. Jahrhunderts auf.